# Dharmapuri (dystrykt)

Dystrykt Dharmapuri na mapie stanu Tamilnadu

Dharmapuri – jeden z dystryktów stanu Tamilnadu (Indie). Stolicą dystryktu Dharmapuri jest miasto Dharmapuri.

## Położenie
Od północy graniczy z dystryktem Krishnagiri, od wschodu z dystryktami Tiruvannamalai i Viluppuram, od południa z dystryktem Salem, od zachodu z dystryktem Erode i stanem Karnataka.